# Франсиско Єсте
Франсиско Єсте (ісп. Francisco "Fran" Javier Yeste Navarro, нар. 6 грудня 1979, Більбао) — іспанський футболіст, що грав на позиції півзахисника.
Виступав, зокрема, за клуб «Атлетік Більбао», а також молодіжну збірну Іспанії.

## Клубна кар'єра
Народився 6 грудня 1979 року в місті Більбао. Вихованець футбольної школи клубу «Атлетік Більбао».
У дорослому футболі дебютував 1997 року виступами за команду клубу «Басконія», в якій провів один сезон, взявши участь у 38 матчах чемпіонату. 
Протягом 1998—2000 років захищав кольори команди клубу «Більбао Атлетік».
Своєю грою за останню команду привернув увагу представників тренерського штабу клубу «Атлетік Більбао», до складу якого приєднався в 1998 році. Відіграв за клуб з Більбао наступні дванадцять сезонів своєї ігрової кар'єри. Більшість часу, проведеного у складі «роже-бланкос», був основним гравцем команди.
Згодом з 2010 по 2012 роки виїхав за межі Іспанії та грав у складі команд: «Аль-Васл» та «Олімпіакос».
Завершив професійну ігрову кар'єру у клубі «Баніяс», за команду якого виступав протягом 2012—2012 років.

## Виступи за збірні
1999 року залучався до складу молодіжної збірної Іспанії.
Згодом також грав за невизнану УЄФА і ФІФА збірну Країни Басків, провів у її формі 4 матчі, забивши 3 голи.

## Титули і досягнення
- Чемпіон Греції (1):

«Олімпіакос»: 2011-12
- Чемпіон світу (U-20): 1999